# Lorch (Oberösterreich)
Lorch ist ein Ort im Linzer Feld in Oberösterreich und Stadtteil, Ortschaft und Katastralgemeinde der Stadtgemeinde Enns im Bezirk Linz-Land.

## Geographie
Der Ort befindet sich etwa 16 Kilometer südöstlich vom Stadtzentrum Linz, und knapp 1½ km nordwestlich vom Stadtzentrum von Enns.
Der eigentliche Ort Lorch liegt 1½ km südlich (rechtsufrig) der Donau, am unteren Kristeinbach, auf um die 250 m ü. A. Höhe. Er umfasst den alten Ortskern bei der Einmündung des Stahlbachs (Bleicherbach, Lorcher Bach). Zum Ort gehört auch ein großes Gewerbegebiet im Westen (Fabrikstraße). Diese Ortschaft (statistisch als Stadtteil klassiert) umfasst etwa 130 Adressen mit etwa 330 Einwohnern.
Die Katastralgemeinde Lorch ist mit 730 Hektar viel umfassender und dehnt sich weit nach Westen aus. Dazu gehört auch die große Wohnanlage Severinusstraße südlich des großen Bahnhofs Enns der Westbahn (um die 1000 Einwohner), die zur Ortschaft Enns gehört, und das Areal der Basilika St. Laurenz im Südwesten (wobei Friedhof und Papstwiese schon in der Katastralgemeinde Enns liegen). Des Weiteren gehören auch die Ortschaften Einsiedl, Kronau und Erlengraben, schon bei Asten, zur Katastralgemeinde. Nordgrenze ist die Donau von der Langau nördlich des Mitterwassers bis bei Enghagen, teilweise am Nordufer.
| Luftenberg ∗ (KG, Gem. Luftenberg a. d. D., Bez. Perg) Raffelstetten (KG, Gem. Asten) Kronau (O) | Langenstein ∗ (KG u. Gem., Bez. Perg) Donau ∗ | Enghagen (O)   |
| Einsiedl (O) Asten (KG, Gem. Asten)                                                              | Kompassrose, die auf Nachbargemeinden zeigt   |                |
| Kristein (O u. KG)                                                                               | Maria Anger                                   | Enns (O u. KG) |

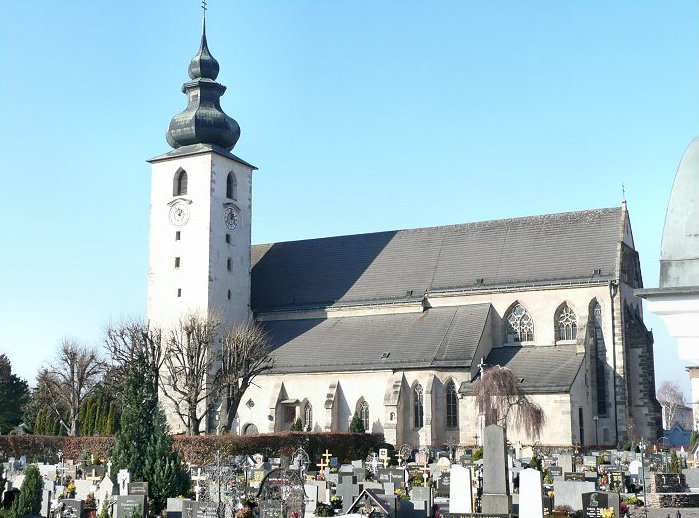
Basilika St. Laurenz, mit Friedhof und Karner

∗ Luftenberg auch diesseits der Donau, Grenze zu Langestein gutteils am jenseitigen Ufer

## Geschichte und Infrastruktur

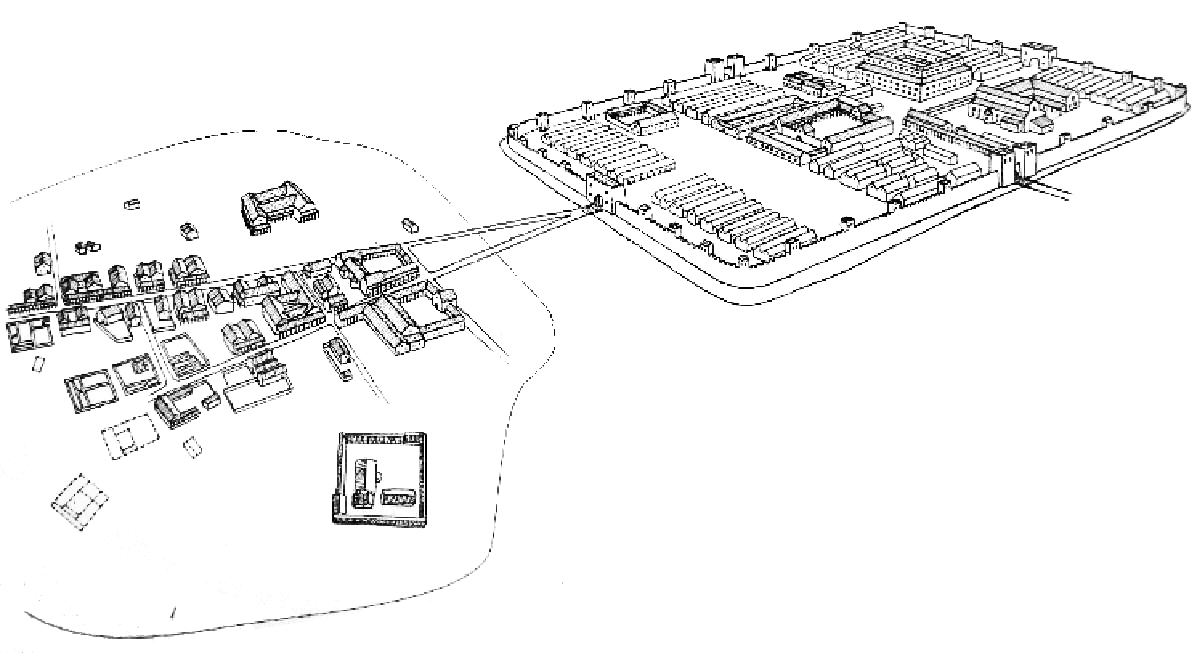
Zivil- und Militärstadt Lauriacum (Rekonstruktion, Blick nordwärts, das Dorf Lorch läge mittig beim oberen Bildrand)

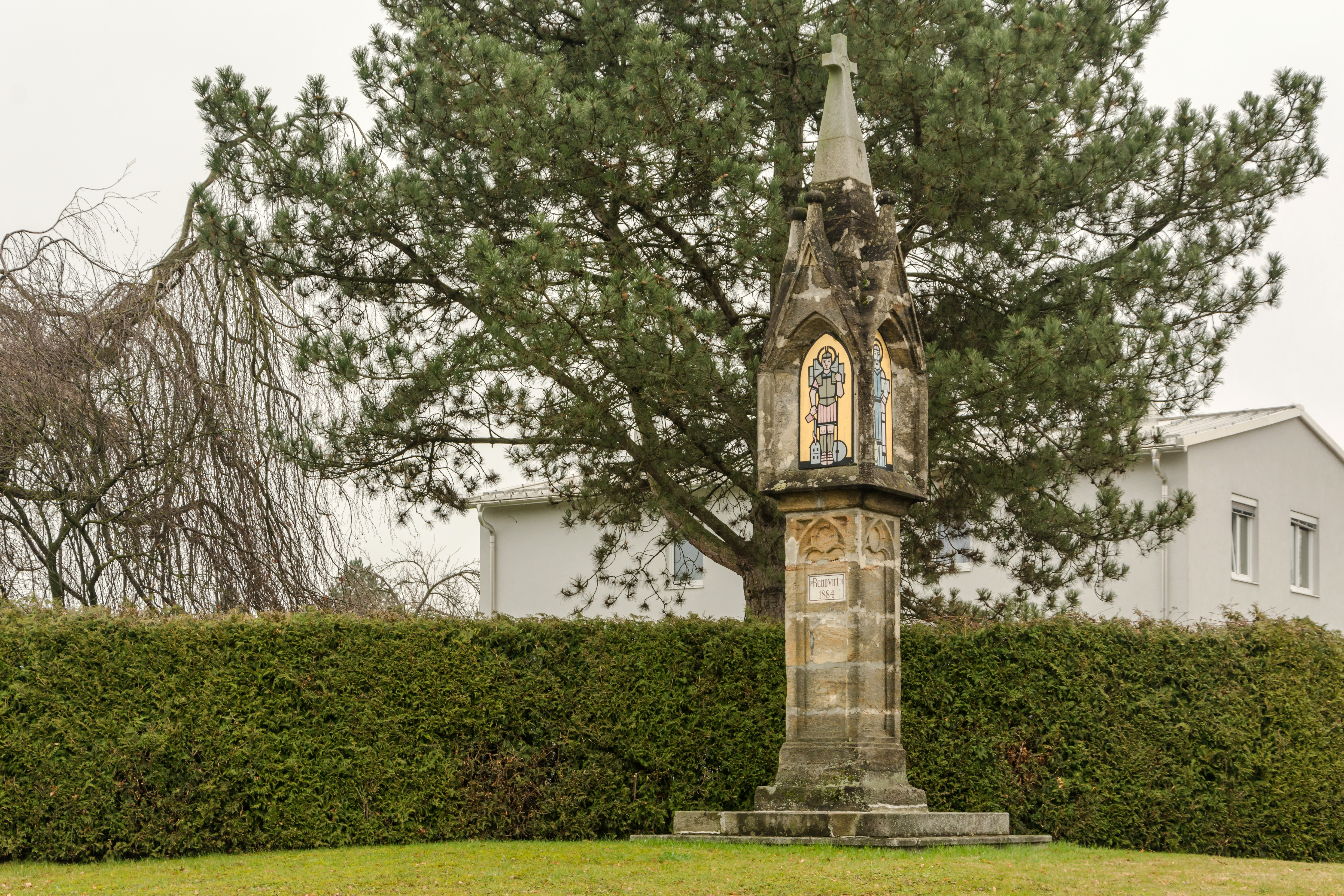
Bildsäule Lauriacumstraße

Der Ort ist aus einem keltischen Oppidum des 4. vorchristlichen Jahrhunderts und dem dortigen römischen Legionsstandort Lauriacum hervorgegangen, das als Limes-Lager um 200 nach Christus errichtet, und Mitte des 5. Jahrhunderts zerstört und aufgegeben wurde. Es bewachte auch die wichtige Furt über die Enns, die schon in der Römerzeit eine Brücke erhielt. Dabei bildete sich der nachrömische alte Dorfkern aber nicht am Militärlager, wo später die Kirche Maria Anger stand. Das Lorcher Feld dürfte zur Zivilstadt gehört haben. Ergraben wurde diese Zivilstadt bis heute aber hauptsächlich nur südlich der Laurenzkirche.
Die beiden Kirchen Sankt Laurenz, Sitz des alten Bistums Lauriacum, und das heute abgekommene Maria Anger entstammen dem 4. Jahrhundert (Florian von Lorch, Severin von Noricum, Constantius von Lauriacum), und waren Kerne der nachrömischen befestigten Siedlungen. Diese wurden um 700 von den Awaren wieder zerstört, und nochmals 100 Jahre später von den Ungarn, Der Ort wird noch bis um 800 Zollstation gewesen sein, zur Zeit der Raffelstettener Zollordnung (903/05) erscheint das nicht mehr. Dennoch wurde damals Lorch Sitz des Präfekten der Marcha orientalis.
Die auf die Römerstadt zurückgehenden Befestigungen wurden nach der Schlacht auf dem Lechfeld (955) bedeutungslos, blieb aber Fiskalgut (staatlich), bis St. Laurenz wie auch Maria Anger der Passauer Kirche, das sich auch das Kloster St. Florian angeeignet hatte, geschenkt wurden. Die Kontinuität des Bistums, wie es die Lorcher Fälschungen dieser Zeit darstellen, ist unklar. Die Stadt Enns selbst bildete sich ab dieser Zeit außerhalb der alten Römerstadt, auf der Anhöhe des Stadt-/Georgenbergs bei der Anesapurhc (Ennsburg).
Früheste Erwähnung nachrömischer Siedlung am Lorcher Feld sind 10 Königshufen im Jahr 911, der Ortsname findet sich schon 977 eingedeutscht als Loracho.
Eine Ableitung der alten Schreibung Lŏrahha für die Ortslage als Achen-Name zu einem Fluss Lauro/Lorch (Lorbach, Laurach, „Lorcherbach“ wohl für Stallbach respektive Kristeinbach) gilt als unzutreffend, der Name Lorch bildete sich vermutlich durch frühalthochdeutsche Diphthongierung über Lauriacum → Lauraco, entstammt also direkt der rekonstruierten keltischen Wurzel *Lauriakon (‚Siedlung [der Leute] des Laurios‘).
Das Dorf Lorch selbst, seinerzeit wohl nur einige Gehöfte, dürfte erst im 13. Jahrhundert entstanden sein.
Beide Kirchen, St. Laurenz wie Maria Anger (1792 profaniert), wurden wichtige und auch rivalisierende Wallfahrtsstätten.
Aus der Gotik findet sich neben der neuerrichteten Laurenzkirche (um 1300) und dem Friedhofskarner (um 1507) auch ein Figurenbildstock (um 1400), sowie ein Severinus-Bildstock (1496) bei der Bleicherbachbrücke (schon auf Ennser Seite).
1553 wurde die Lorcher Pfarre an das Minoritenkloster verlegt, und wurde dann die Ennser Stadtpfarre St. Josef.
Mit Schaffung der Ortsgemeinden nach 1848 wurde Lorch eine eigene politische Gemeinde und umfasste die ehemaligen Steuergemeinden Hiesendorf, Kristein, Lorch, Moos und Volkersdorf, 1869 mit 1289 Einwohnern; Lorch selbst hatte zu der Zeit erst 20 Häuser mit 124 Einwohnern.
1858 wurde hier die Kaiserin-Elisabeth-Bahn (heutige Westbahn) erbaut und der Bahnhof Enns errichtet.
1938, als nach dem Anschluss allerorten in Österreich Großgemeinden gebildet wurden, wurde die Gemeinde Lorch der Gemeinde Enns eingegliedert.
1968 wurde St. Laurenz neuerliche Stadtpfarrkirche, und auch Sitz des wiedererrichteten Titularerzbistums Lauriacum, des ersten Titularerzbistums Mitteleuropas. Ein Höhepunkt der jüngeren Ortsgeschichte war der Besuch von Papst Johannes Paul II. 1988, mit einer Wortgottesfeier unter freiem Himmel auf der heutigen Papstwiese mit Tausenden Gläubigen.
2005 wurde die Neue Westbahn nördlich des Ortes vorbeigeführt, auf dieser Umfahrung Enns erreichen die Züge bis 230 km/h.

## Persönlichkeiten
- Constantius von Lauriacum, Bischof